# LGBT aux Tuvalu

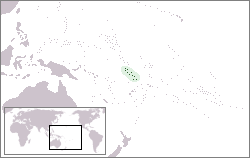
Localisation des Tuvalu en Océanie.

Les personnes lesbiennes, gay, bisexuelles, et transgenres (LGBT) aux Tuvalu doivent faire face à des difficultés légales que ne connaissent pas les résidents non-LGBT. L'homosexualité masculine est interdite aux Tuvalu, elle est condamnée en principe à quatorze ans de prison, bien que ces lois ne soient pas appliquées en pratique. L'homosexualité féminine n'est pas mentionnée.

## Histoire
Les préjugés envers les relations entre personnes de même sexe et les personnes transgenres ne sont pas documentés avant l’arrivée des missionnaires chrétiens à la fin du XIXe et au début du XXe siècles. À l'époque précoloniale, les sociétés polynésiennes, comme les Samoa, étaient des cultures « sexuellement très libres ».
À Tuvalu, les personnes assignées au sexe masculin à la naissance mais qui vivent et se comportent comme des femmes sont appelées pinapinaaine, ou pina, et ont historiquement joué certains rôles sociaux, comme le tissage de paniers. Cette identité de genre est proche de nombreuses identités polynésiennes comme les personnes fa'afafine. Les pina étaient également connues pour leur talent à élaborer des cérémonies de danse. L'Association Tuvalu Pina a été créée en 2015. Le rôle de l’organisation est de défendre les droits des pina. L'association compte 15 membres, qui sont membres de deux groupes informels de pina.

## Statistiques
Selon une étude de 2005, environ 14 % des jeunes hommes tuvaluans entre 15 et 24 ans avaient eu des relations sexuelles avec un partenaire masculin à un moment donné de leur vie.
Selon les estimations de l'ONUSIDA de 2017, il y avait environ 300 hommes ayant des rapports sexuels avec des hommes (HSH) dans le pays, et environ 40 pinapinaaine.

## Droit

### Droit constitutionnel
Les amendements de 2023 à la Constitution ne prévoient pas de disposition en faveur des droits LGBT à Tuvalu. La liberté de ne pas subir de discrimination, prévue à l’article 27, décrit la discrimination comme se référant au traitement de différentes personnes de différentes manières, entièrement ou principalement en raison de leur sexe (parmi d’autres attributs protégés), et ne fait pas référence à la liberté de ne pas subir de discrimination en ce qui concerne l’orientation sexuelle .
Les amendements de 2023 à la Constitution établissent également une Charte des devoirs et des responsabilités. Toutefois, la seule déclaration concernant les relations concerne « une unité familiale, qui comprend un mariage entre un homme et une femme à l’exclusion de toute autre personne », à la section 43(2)(b).

### Lois contre l'homosexualité
L'article 153 du code pénal de Tuvalu, révisé en 1978, stipule que :

« Toute personne qui commet la sodomie avec une autre personne ou avec un animal, ou permet à un homme de commettre la sodomie sur lui ou sur elle, sera coupable d'un crime et sera passible d'une peine d'emprisonnement de quatorze ans. »

L'article 154 ajoute que « toute personne qui tente de commettre un des crimes spécifiés dans la section précédente […] sera passible d'une peine d'emprisonnement de sept ans ».
L'article 155, qui fait référence aux « actes indécents » entre hommes « que ce soit en privé ou en public », et les rend passibles de cinq ans de prison, ne définit pas les actes qualifiés d'indécent, et peut servir à réprimer l'expression des homosexuels quelle qu'elle soit.
En pratique, les personnes ayant des relations sexuelles avec une personne de même sexe ne sont pas poursuivies en justice.

## Transidentité
Il n'y a pas d'informations sur la condition des personnes transgenres aux Tuvalu, mais comme le changement de sexe et l'identité de genre ne sont pas reconnus, les lois contre l'homosexualité peuvent être appliquées contre les personnes transgenres.

## Tableau récapitulatif
| Dépénalisation de l’homosexualité                                                   | Pour les hommes / Pour les femmes |
| Majorité sexuelle identique à celle des hétérosexuels                               | Pour les hommes / Pour les femmes |
| Interdiction des discours de haine contre les LGBT                                  | Non                               |
| Interdiction de la discrimination liée à l'orientation sexuelle à l'embauche        | Non                               |
| Interdiction de la discrimination liée à l'identité de genre dans tous les domaines | Non                               |
| Mariage civil ou partenariat civil                                                  | Non                               |
| Adoption conjointe dans les couples de personnes de même sexe                       | Non                               |
| Adoption par les personnes homosexuelles célibataires                               | Non                               |
| Droit pour les gays de servir dans l’armée                                          | N'a pas d'armée                   |
| Droit de changer légalement de genre (après stérilisation)                          | Non                               |
| Gestation pour autrui pour les gays                                                 | Non                               |
| Accès aux FIV pour les lesbiennes                                                   | Non                               |
| Autorisation du don de sang pour les HSH                                            | Non                               |